# Friuli Aquileia Riesling
Il Friuli Aquileia Riesling Renano è un vino DOC la cui produzione è consentita nella provincia di Udine.

## Caratteristiche organolettiche
- colore: giallo paglierino chiaro.
- odore: caratteristico.
- sapore: asciutto, leggermente acidulo, armonico.

## Produzione
Provincia, stagione, volume in ettolitri
- Udine  (1990/91)  1154,02
- Udine  (1991/92)  924,6
- Udine  (1992/93)  1363,32
- Udine  (1993/94)  1242,57
- Udine  (1994/95)  1306,94
- Udine  (1995/96)  1218,56
- Udine  (1996/97)  990,0